# Liste der denkmalgeschützten Objekte in Topoľčianky
Die Liste der denkmalgeschützten Objekte in Topoľčianky enthält die 35 nach slowakischen Denkmalschutzvorschriften geschützten Objekte in der Gemeinde Topoľčianky im Okres Zlaté Moravce.

## Denkmäler
| Foto |                 | Denkmal / č. ÚZPF                                     | Standort / Konskr. Nr.                                     | Offizielle Beschreibung                         | Beschreibung                                        | Metadaten                                                                      |
| ---- | --------------- | ----------------------------------------------------- | ---------------------------------------------------------- | ----------------------------------------------- | --------------------------------------------------- | ------------------------------------------------------------------------------ |
| BW   | Datei hochladen | Kirche(sk) ObjektID: 407-1556/0                       | Cintorínska ul. Standort KG: Topoľčianky Konskr.Nr.: 1041  | r.k.sv.Kataríny;kostol sv.Kataríny              | römisch-katholische Kirche St. Katharina            | č. NKP: 407-1556/0 Stand des NKP: 2012-02-08 Name: KOSTOL                      |
| BW   | Datei hochladen | Gedenkstätte mit Denkmal(sk) ObjektID: 407-1553/1     | Hlavná ul. Standort KG: Topoľčianky Konskr.Nr.:            | franc.+holand.partizán;Poprava 2 zahr.part.     | für französische und niederländische Partisanen     | č. NKP: 407-1553/1 Stand des NKP: 2012-02-08 Name: MIESTO PAMÄTNÉ S POMNÍKOM   |
|      | Datei hochladen | Gedenkbaum(sk) ObjektID: 407-1553/2                   | Hlavná ul. KG: Topoľčianky Konskr.Nr.:                     | popravení partizáni-2;Pamätný strom             | von 2 Partisanen gepflanzt                          | č. NKP: 407-1553/2 Stand des NKP: 2012-02-08 Name: STROM PAMÄTNÝ               |
|      | Datei hochladen | Pranger (Original)(sk) ObjektID: 407-1554/1           | Hlavná ul. 12 KG: Topoľčianky Konskr.Nr.:                  | štvorboký;pranier                               | tetraedrisch                                        | č. NKP: 407-1554/1 Stand des NKP: 2012-02-08 Name: PRANIER-ORIGINÁL            |
|      | Datei hochladen | Pranger (Kopie)(sk) ObjektID: 407-1554/2              | Hlavná ul. 12 KG: Topoľčianky Konskr.Nr.:                  | štvorboký;kópia pôv.praniera                    | tetraedrisch, Kopie                                 | č. NKP: 407-1554/2 Stand des NKP: 2012-02-08 Name: PRANIER-KÓPIA               |
| ja   | Datei hochladen | Schloss(sk) Schloss Topoľčianky ObjektID: 407-1555/1  | Parková ul. 1 Standort KG: Topoľčianky Konskr.Nr.: 242     | kaštieľ s nádvorím;                             | Schloss mit Innenhof                                | č. NKP: 407-1555/1 Stand des NKP: 2012-02-08 Name: KAŠTIEĽ                     |
| ja   | Datei hochladen | Innenhof(sk) Schloss Topoľčianky ObjektID: 407-1555/2 | Parková ul. 1 Standort KG: Topoľčianky Konskr.Nr.: 242     | kaštieľ s nádvorím;                             |                                                     | č. NKP: 407-1555/2 Stand des NKP: 2012-02-08 Name: NÁDVORIE                    |
| BW   | Datei hochladen | Landsitz(sk) ObjektID: 407-1555/3                     | Parková ul. Standort KG: Topoľčianky Konskr.Nr.:           | kaštieľ s nádvorím;Vodný hrad                   | Wasserburg                                          | č. NKP: 407-1555/3 Stand des NKP: 2012-02-08 Name: KÚRIA                       |
| ja   | Datei hochladen | Park(sk) ObjektID: 407-1555/4                         | Parková ul. Standort KG: Topoľčianky Konskr.Nr.:           | park s objektami;Park pri kaštieli              | Park mit Objekten; Park in der Nähe der Burg        | č. NKP: 407-1555/4 Stand des NKP: 2012-02-08 Name: PARK                        |
| BW   | Datei hochladen | Wasserbehälter(sk) ObjektID: 407-1555/5               | Parková ul. Standort KG: Topoľčianky Konskr.Nr.:           | park s objektami;Veľký rybník,severné jazero    | Park mit Objekten; Großer Teich, nördlicher See     | č. NKP: 407-1555/5 Stand des NKP: 2012-02-08 Name: NÁDRŽ VODNÁ                 |
| BW   | Datei hochladen | Wasserbehälter(sk) ObjektID: 407-1555/6               | Parková ul. Standort KG: Topoľčianky Konskr.Nr.:           | park s objektami;Labutie jazierko,západné jaz.  | Park mit Objekten; Schwanensee, westlicher See      | č. NKP: 407-1555/6 Stand des NKP: 2012-02-08 Name: NÁDRŽ VODNÁ                 |
| BW   | Datei hochladen | Wasserbehälter(sk) ObjektID: 407-1555/7               | Parková ul. Standort KG: Topoľčianky Konskr.Nr.:           | park s objektami;Kúpalisko,vých.medveď.jazierko | Park mit Objekten; Schwimmbad östlicher Bärensee    | č. NKP: 407-1555/7 Stand des NKP: 2012-02-08 Name: NÁDRŽ VODNÁ                 |
| BW   | Datei hochladen | Wasserbehälter(sk) ObjektID: 407-1555/8               | Parková ul. Standort KG: Topoľčianky Konskr.Nr.:           | park s objektami;jazierko pri kaplnke           | Park mit Objekten; See nahe der Kapelle             | č. NKP: 407-1555/8 Stand des NKP: 2012-02-08 Name: NÁDRŽ VODNÁ                 |
| BW   | Datei hochladen | Wasserbehälter(sk) ObjektID: 407-1555/9               | Parková ul. Standort KG: Topoľčianky Konskr.Nr.:           | park s objektami;južné jazierko s fontánou      | Park mit Objekten; südlicher Teich mit Brunnen      | č. NKP: 407-1555/9 Stand des NKP: 2012-02-08 Name: NÁDRŽ VODNÁ                 |
| ja   | Datei hochladen | Schloss Polovnicky(sk) ObjektID: 407-1555/10          | Parková ul. 243 Standort KG: Topoľčianky Konskr.Nr.: 243   | park s objektami;Malý zámok                     | Park mit Objekten; Schlösschen                      | č. NKP: 407-1555/10 Stand des NKP: 2012-02-08 Name: KAŠTIEĽ POĽOVNÍCKY         |
| ja   | Datei hochladen | Wasserversorgung(sk) ObjektID: 407-1555/11            | Parková ul. Standort KG: Topoľčianky Konskr.Nr.:           | park s objektami;Vodný systém                   | Park mit Objekten; Wassersystem                     | č. NKP: 407-1555/11 Stand des NKP: 2012-02-08 Name: SYSTÉM VODNÝ               |
| BW   | Datei hochladen | Kegelbahn(sk) ObjektID: 407-1555/12                   | Parková ul. Standort KG: Topoľčianky Konskr.Nr.:           | park s objektami;Kolkáreň                       | Park mit Objekten;                                  | č. NKP: 407-1555/12 Stand des NKP: 2012-02-08 Name: KOLKÁREŇ                   |
| BW   | Datei hochladen | GEWÄCHSHAUS(sk) ObjektID: 407-1555/13                 | Parková ul. 1038 Standort KG: Topoľčianky Konskr.Nr.: 1038 | park s objektami;Oranžéria,veľký skleník        | Park mit Objekten; Orangerie, großes Gewächshaus    | č. NKP: 407-1555/13 Stand des NKP: 2012-02-08 Name: SKLENÍK                    |
| BW   | Datei hochladen | Mühle(sk) ObjektID: 407-1555/14                       | Parková ul. 97 Standort KG: Topoľčianky Konskr.Nr.: 97     | park s objektami;Starý mlyn                     | Park mit Objekten; Alte Mühle                       | č. NKP: 407-1555/14 Stand des NKP: 2012-02-08 Name: MLYN                       |
| BW   | Datei hochladen | Kapelle(sk) ObjektID: 407-1555/15                     | Parková ul. Standort KG: Topoľčianky Konskr.Nr.:           | park objektami;Kaplnka sv.Vendela pri jazere    | Park mit Objekten; Kapelle St. Wendelin am Teich    | č. NKP: 407-1555/15 Stand des NKP: 2012-02-08 Name: KAPLNKA                    |
|      | Datei hochladen | Kapelle(sk) ObjektID: 407-1555/16                     | Parková ul. KG: Topoľčianky Konskr.Nr.:                    | park s objektami;Kaplnka P.M.Lurdskej           | Park mit Objekten; Kapelle Maria von Lourdes        | č. NKP: 407-1555/16 Stand des NKP: 2012-02-08 Name: KAPLNKA                    |
| ja   | Datei hochladen | Plastik(sk) ObjektID: 407-1555/17                     | Parková ul. KG: Topoľčianky Konskr.Nr.:                    | park s objektami;Plastika medveďa               | Park mit Objekten; Bärskulptur                      | č. NKP: 407-1555/17 Stand des NKP: 2012-02-08 Name: PLASTIKA                   |
| ja   | Datei hochladen | Plastik(sk) ObjektID: 407-1555/18                     | Parková ul. KG: Topoľčianky Konskr.Nr.:                    | park s objektami;Plastika diviaka               | Park mit Objekten; Eberskulptur                     | č. NKP: 407-1555/18 Stand des NKP: 2012-02-08 Name: PLASTIKA                   |
| ja   | Datei hochladen | Plastik(sk) ObjektID: 407-1555/19                     | Parková ul. Standort KG: Topoľčianky Konskr.Nr.:           | park s objektami;Plastika jeleňa                | Park mit Objekten; Hirschskulptur                   | č. NKP: 407-1555/19 Stand des NKP: 2012-02-08 Name: PLASTIKA                   |
|      | Datei hochladen | Statue mit Sockel(sk) ObjektID: 407-1555/20           | Parková ul. KG: Topoľčianky Konskr.Nr.:                    | park s objektami;socha sv.Jána Nepomuckého      | Park mit Objekten; St. Nepomuk-Statue               | č. NKP: 407-1555/20 Stand des NKP: 2012-02-08 Name: SOCHA NA STĹPE             |
|      | Datei hochladen | Gitterzaunfragment(sk) ObjektID: 407-1555/21          | Parková ul. KG: Topoľčianky Konskr.Nr.:                    | park s objektami;oplotenie pred Veľkým zámkom   | Park mit Objekten; Zaun vor den großen Villen       | č. NKP: 407-1555/21 Stand des NKP: 2012-02-08 Name: MREŽA OHRADNÁ-FRAGMENT     |
| BW   | Datei hochladen | Tor(sk) ObjektID: 407-1555/22                         | Parková ul. Standort KG: Topoľčianky Konskr.Nr.:           | park s objektami;Vstupná južná brána            | Park mit Objekten; Südtor                           | č. NKP: 407-1555/22 Stand des NKP: 2012-02-08 Name: BRÁNA                      |
| BW   | Datei hochladen | Tor(sk) ObjektID: 407-1555/23                         | Parková ul. Standort KG: Topoľčianky Konskr.Nr.:           | park s objektami;Vstupná západ.brána            | Park mit Objekten; Westtor                          | č. NKP: 407-1555/23 Stand des NKP: 2012-02-08 Name: BRÁNA                      |
|      | Datei hochladen | Kandelaber(sk) ObjektID: 407-1555/24                  | Parková ul. KG: Topoľčianky Konskr.Nr.:                    | park s objektami;Staršie osvetlenie             | Park mit Objekten; ältere Beleuchtung               | č. NKP: 407-1555/24 Stand des NKP: 2012-02-08 Name: KANDELÁBRE                 |
|      | Datei hochladen | Brunnen(sk) ObjektID: 407-1555/26                     | Parková ul. KG: Topoľčianky Konskr.Nr.:                    | park s objektami;Fontána pri kolkárni           | Park mit Objekten; Brunnen an der Kegelbahn         | č. NKP: 407-1555/26 Stand des NKP: 2012-02-08 Name: FONTÁNA                    |
| BW   | Datei hochladen | Brunnen(sk) ObjektID: 407-1555/27                     | Parková ul. Standort KG: Topoľčianky Konskr.Nr.:           | park s objektami;Fontána pri skleníku           | Park mit Objekten; Brunnen am Gewächshaus           | č. NKP: 407-1555/27 Stand des NKP: 2012-02-08 Name: FONTÁNA                    |
| ja   | Datei hochladen | Stallungen(sk) ObjektID: 407-1555/28                  | Parková ul. KG: Topoľčianky Konskr.Nr.:                    | park s objektami;Jazdiareň a koniareň           | Park mit Objekten; Reitschule und Reitställe        | č. NKP: 407-1555/28 Stand des NKP: 2012-02-08 Name: KONIAREŇ                   |
| BW   | Datei hochladen | Verwaltungsgebäude I.(sk) ObjektID: 407-1555/29       | Parková ul. 252 Standort KG: Topoľčianky Konskr.Nr.: 252   | park s objektami;Bývalé kasárne,hradná stráž    | Park mit Objekten; ehemalige Kaserne, die Burgwache | č. NKP: 407-1555/29 Stand des NKP: 2012-02-08 Name: BUDOVA ADMINISTRATÍVNA I.  |
| BW   | Datei hochladen | Verwaltungsgebäude II.(sk) ObjektID: 407-1555/30      | Parková ul. 245 Standort KG: Topoľčianky Konskr.Nr.: 245   | park s objektami;                               | Park mit Objekten;                                  | č. NKP: 407-1555/30 Stand des NKP: 2012-02-08 Name: BUDOVA ADMINISTRATÍVNA II. |
|      | Datei hochladen | Plastik (Kopie)(sk) ObjektID: 407-1555/31             | Parková ul. KG: Topoľčianky Konskr.Nr.:                    | park s objektami;Kópia plastiky medveďa         | Park mit Objekten; Kopie des Bären                  | č. NKP: 407-1555/31 Stand des NKP: 2012-02-08 Name: PLASTIKA-KÓPIA             |

## Legende
Die Tabelle enthält im Einzelnen folgende Informationen:
| Foto:                    | Fotografie des Denkmals. |
| Denkmal / č. ÚZPF:       | Die Übersetzung der Bezeichnung des Denkmals, wie sie vom Slowakischen Denkmalamt (Pamiatkový úrad Slovenskej republiky) verwendet wird. Die Originalbezeichnung ist unter dem Fragezeichen angegeben. Fehlt die Übersetzung, so wird die Originalbezeichnung direkt angezeigt. Weiters ist die Objekt-Identifikationsnummer (Objekt ID) angeführt. Sie ist die offizielle, in der Slowakei eindeutige Nummer č. ÚZPF inklusive der zugehörigen Zählnummer, wie sie in den Daten des Denkmalamtes angegeben wird. Da diese nur innerhalb eines Landkreises gezählt wird, ist dessen Nummer der Denkmalnummer vorangestellt. |
| Standort:                | Wenn in der Liste vorhanden, ist die Adresse angegeben. In Klammern kann sich noch eine zusätzliche Adresse befinden, wenn es beispielsweise ein Eckhaus ist. Bei freistehenden Objekten ohne Adresse (zum Beispiel bei Bildstöcken) ist eine Adresse angegeben, die in der Nähe des Objekts liegt. Durch Aufruf des Links Standort wird die Lage des Denkmals in verschiedenen Kartenprojekten angezeigt. Darunter sind die Katastralgemeinde (KG) und, wenn vorhanden, die Konskriptionsnummer (Konskr. Nr.) angegeben.                                                                                                   |
| Offizielle Beschreibung: | Es ist die Kurzbeschreibung auf Slowakisch, wie sie in den offiziellen Listen angegeben ist, eingetragen. |
| Beschreibung:            | Kurze Angaben zum Denkmal auf Deutsch. |
| Metadaten:               | Zusätzlich werden, wenn in den persönlichen Einstellungen das Helferlein Dauerhaftes Einblenden von Metadaten aktiviert ist, ebensolche angezeigt. |

- Karte mit allen Koordinaten:
- OSM |
- WikiMap